# Cratere Phorbas
Phorbas è un cratere sulla superficie di Dione.